# Генерал-фелдмаршал
Генерал-фелдмаршал (њем. Generalfeldmarschall, рус. генерал-фельдмаршал) некадашње је највише војно звање у Другом и Трећем рајху, као и у Руској Империји.
Њемачка војска је прва увела чин генерал-фелдмаршала, и то у 16. вијеку. У руску копнену војску овај чин је увео цар Петар Велики (1699). У неким другим војскама постоји војни чин сличног назива, маршал, фелдмаршал или војвода.